# Schwyz (kanton)
Schwyz (Duits: Schwyz; Frans: Schwytz of Schwyz; Italiaans: Svitto; Reto-Romaans: Sviz) is een kanton in het midden van Zwitserland.
Het kanton Schwyz is voor het grootste gedeelte rooms-katholiek, met als centrum het Benedictijnse klooster Einsiedeln.

## Geografie
Schwyz ligt in Binnen-Zwitserland (Innerschweiz), tussen de Zugersee, het Vierwoudstrekenmeer en het Meer van Zürich. De rivieren de Sihl en de Muota lopen door het kanton. De hoogste berg is de Ortstock met 2716 meter.
De naam en vlag van het kanton stonden model voor die van Zwitserland. Schwyz is een van de drie kantons die in 1291 het Zwitsers Eedgenootschap gesticht hebben. De andere twee zijn Uri en Unterwalden. In het Zwitserduits is Schwyz, ook wel Schwiiz geschreven, nog steeds de naam van zowel de stad, als van het hele land.
Het kanton grenst aan Uri, Glarus, Sankt Gallen, Zürich, Zug en Luzern.

## Demografische evolutie van het kanton
Bron: https://www.bfs.admin.ch/bfs/de/home/statistiken/bevoelkerung/stand-entwicklung.assetdetail.32229209.html

## Economie
Van het totale inkomen van Zwitserland wordt in Schwyz 1,9% verdiend. In dit kanton wonen veel forensen die in kanton Zürich werken. Dit komt vooral door de gematigde grondkosten en belasting in vergelijking met Zürich.
De agrarische sector is hier overheersend. Vroeger was er veel textielproductie, maar dat is nu voorbij. Er worden meubelen geproduceerd. Er zijn enige waterkrachtcentrales in het kanton.

## Talen
Moedertaal (2000):
- Duits: 89,9%
- Servo-Kroatisch: 2,1%
- Albanees: 1,9%
- andere talen: 6,1%

15,9% van de bevolking van kanton Schwyz heeft geen Zwitsers paspoort (dec. 2003).

## Plaatsen en gebieden
Gemeenten met meer dan 10.000 inwoners (einde 2023):
- Freienbach, 16.943 inwoners
- Einsiedeln, 16.464 inwoners
- Schwyz, 16.181 inwoners
- Küssnacht am Rigi, 14.044 inwoners

## Toerisme
Het klooster van Einsiedeln (met een zwarte madonna) is een belangrijk bedevaartsoord.
Er zijn veel mogelijkheden tot wintersport.

## Districten
Het kanton is verdeeld in 6 districten:
- Schwyz
- Einsiedeln
- Gersau
- Höfe
- Küssnacht
- March

## Geschiedenis
Er wonen al duizenden jaren mensen in het gebied van het kanton, hoofdzakelijk aan het Meer van Zürich. Stenen en bronzen werktuigen van 5000 jaar oud zijn hier gevonden.
1400 jaar geleden kwamen de Germanen, die vrij spoedig tot het christendom werden bekeerd.
In de 10e eeuw werd de abdij van Einsiedeln machtiger, waarbij ze de controle uitbreidde over de omliggende landerijen. De handel over de Gotthard-pas was een belangrijke economische factor in Schwyz.
Op 1 augustus (de nationale feestdag van Zwitserland) 1291 werd het Pakt van Rütli gesloten, samen met de kantons van Unterwalden en Uri. Omdat Schwyz een leidersrol had binnen dit pakt, werd per 1320 de naam van het kanton voor de gehele confederatie gebruikt. Pas in 1803 echter werd Schweiz de officiële naam van Zwitserland. Ook de vlag van Zwitserland komt van de vlag van Schwyz.
De reformatie werd niet geaccepteerd door Schwyz. Bij de slag van Kappel in 1531 heeft het leger van Schwyz het leger van de reformatieleider Huldrych Zwingli verslagen. Zwingli zelf werd gedood in de slachting.
Tussen 1798 en 1803 was Schwyz een deel van de Helvetische Republiek, gevormd door Napoleon. Een gedeelte van het kanton heeft zich in 1830 onder de naam Schwyz Buitenlanden afgesplitst, maar werd al in 1833 weer in het kanton opgenomen. In 1845 verenigde het kanton zich met de andere rooms-Katholieke kantons in een afsplitsing van de statenbond (zie Sonderbund). Echter in 1848 werd Schwyz een van de kantons in de nieuw gevormde bondsstaat.
In 1971 was Elisabeth Blunschy het eerste vrouwelijke lid van de Nationale Raad afkomstig uit het kanton Schwyz.
Einsiedeln · Gersau · Höfe · Küssnacht · March · Schwyz
Aargau · Appenzell Ausserrhoden · Appenzell Innerrhoden · Basel-Landschaft · Basel-Stadt · Bern · Fribourg · Genève · Glarus · Graubünden · Jura · Luzern · Neuchâtel · Nidwalden · Obwalden · Sankt Gallen · Schaffhausen · Schwyz · Solothurn · Thurgau · Ticino · Uri · Vaud · Wallis · Zug · Zürich